# Le Fil du rasoir (roman d'Ivan Efremov)
Pour les articles homonymes, voir Le Fil du rasoir.
Ne doit pas être confondu avec Le Fil du rasoir (roman de William Somerset Maugham).
Le Fil du rasoir (en russe : Лезвие бритвы) est un roman philosophique de l'écrivain soviétique Ivan Efremov, écrit entre 1959 et 1963. Il est aussi parfois qualifié de roman de science-fiction.
La première publication est dans le magazine Neva (en) en 1963, puis une édition en livre est publiée en 1964 avec plusieurs réimpression fois.
Ce roman est l'œuvre centrale de l'écrivain, dans laquelle il a mis toutes les idées philosophiques et esthétiques qu'il a développées au cours de sa vie.